# Miracle Mineral Solution
Ten artykuł opisuje teorie, metody lub czynności niezgodne ze współczesną wiedzą medyczną.
Miracle Mineral Solution (także m.in. Miracle Mineral Supplement, MMS) – roztwór wodny chlorynu sodu sprzedawany w wielu państwach nielegalnie lub z ominięciem przepisów jako rzekome lekarstwo na szereg poważnych chorób. W rzeczywistości roztwór chlorynu sodu jest stosowany m.in. do wybielania włókien w przemyśle i do uzdatniania wody, natomiast po spożyciu jest groźną trucizną, a działanie lecznicze tego związku w żadnej z chorób wymienianych przez sprzedawców nie zostało udowodnione w badaniach naukowych.

## Skład MMS

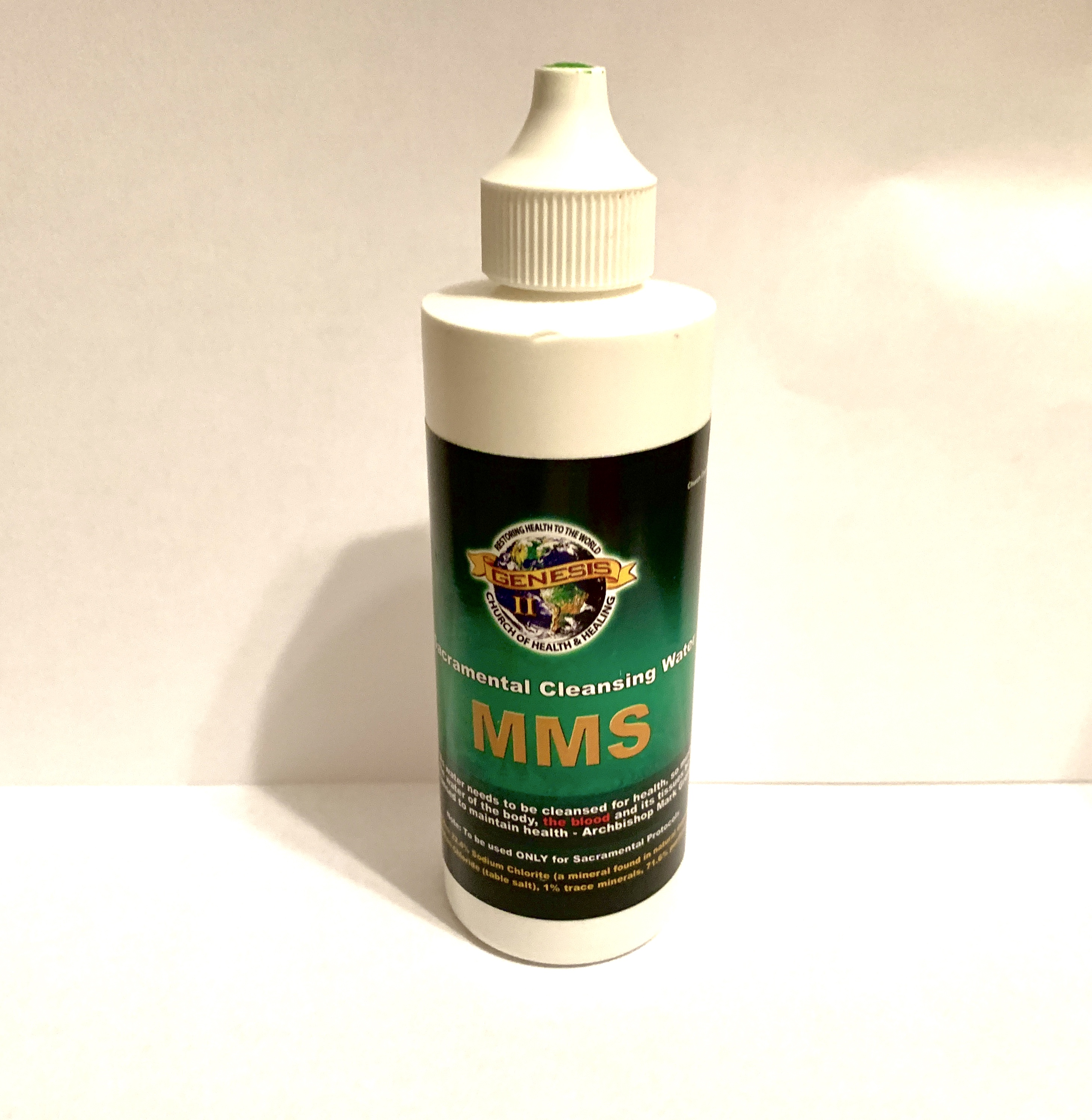
Opakowanie MMS sprzedawane przez organizację Genesis II Church

MMS jest zazwyczaj sprzedawany jako 28% wodny roztwór chlorynu sodu. Kupujący są instruowani, aby przed spożyciem zmieszać MMS z substancją o właściwościach kwasowych, np. z sokiem z cytryny. Czasem produkt jest sprzedawany wraz z tzw. „aktywatorem” będącym np. kwasem cytrynowym lub kwasem solnym. Dodanie kwasu do chlorynu sodu powoduje wydzielenie się ditlenku chloru i jest to metoda wykorzystywana m.in. w przemysłowym bieleniu włókien czy też przy uzdatnianiu wody.
Środek ten sprzedawany jest również w postaci tabletek, w których znajduje się sproszkowany chloryn sodu. W 2015 roku śledztwo dziennikarskie BBC wskazało, że sprzedawane produkty mogą być nawet kilkadziesiąt procent bardziej stężone niż jest to podawane.

## Zagrożenia
Pierwszymi objawami zatrucia chlorynem sodu są najczęściej nudności, wymioty, bóle brzucha i biegunka, ale także odwodnienie wynikające najprawdopodobniej z podrażnienia błon śluzowych przewodu pokarmowego. Większe dawki mogą wywołać methemoglobinemię prowadzącą do niewydolności oddechowej, jak również niewydolność nerek. W ostrzeżeniach wydanych przez szereg państwowych instytucji wskazywana jest również możliwość uszkodzenia przewodu pokarmowego czy wystąpienia podrażnienia skóry i błon śluzowych oraz uczucia palenia w gardle.
Nawet przy spożyciu tego środka według zaleceń sprzedających (w postaci rozcieńczonej), przyjęta ilość chlorynu sodu może być kilkaset razy większa od dopuszczalnej dziennej dawki, która może być bezpiecznie przyjmowana w wodzie pitnej.

### Opisane przypadki zatrucia MMS
W literaturze naukowej opisano niewiele przypadków zatrucia chlorynem sodu, a tym bardziej MMS. W 2014 roku opisano dwa przypadki związane ze stosowaniem tego środka. W jednym z nich opisano przypadek chorego na raka prostaty przyjętego na oddział intensywnej terapii z niedokrwistością hemolityczną w wyniku hemolizy. W drugim, u kobiety wystąpiły objawy choroby Kikuchi-Fujimoto po jednokrotnym spożyciu MMS. W 2016 roku opisano przypadek wyprysku kontaktowego powstałego w wyniku rozpylenia MMS na skórę, a w 2021 roku przypadek hospitalizacji kobiety, która w związku z przewlekłym bólem pleców przyjmowała przez ok. 3 miesiące MMS, co doprowadziło do zapalenia przewodu pokarmowego.
W mediach wielokrotnie informowano o pojedynczych przypadkach osób hospitalizowanych w związku ze stosowaniem MMS, w tym przypadkach zagrażających życiu. Jednocześnie podawane liczby osób trafiających do szpitali w związku z użyciem tego środka mogą być mocno zaniżone. W 2009 roku opisano przypadek zgonu kobiety, który nastąpił w ciągu kilkudziesięciu godzin od spożycia MMS (mającego ochronić ją przed malarią podczas rejsu).
Przypadki zatruć MMS wskazywano również w związku ze zwiększeniem popularności pseudomedycznych terapii przy COVID-19. W 2021 roku opisano przypadek śmierci 65-letniego mężczyzny, który zażywał MMS w celu zapobiegnięcia zakażeniu się SARS-CoV-2, i u którego doszło m.in. do perforacji jelita, a następnie niewydolności wielonarządowej i śmierci wskutek zatrzymania krążenia.

## Legalność
Od co najmniej 2009 roku instytucje wielu państw zaczęły wydawać ostrzeżenia przed stosowaniem MMS. Miało to miejsce m.in. w Stanach Zjednoczonych, Wielkiej Brytanii, Kanadzie, Hiszpanii, Ghanie, Nowej Zelandii, Australii, Czechach, Polsce, Chorwacji, Belgii, Francji i Szwajcarii. Do zainteresowania się sprawą MMS w Wielkiej Brytanii przyczynił się 15-letni bloger Rhys Morgan.
W niektórych państwach (m.in. w Stanach Zjednoczonych, Kanadzie czy Australii) władze podejmowały kroki prawne wobec osób zajmujących się internetową sprzedażą MMS – zmuszając do zaprzestania sprzedaży, bądź reklamowania środka jako leku. Dochodziło również do konfiskaty opakowań z MMS oraz materiałów stosowanych do produkcji tego środka. Niemniej produkt jest łatwo dostępny w sprzedaży internetowej, a na portalach społecznościowych istnieją grupy zwolenników stosowania MMS, mające czasem ponad tysiąc członków (którzy są tam instruowani, aby nie informować pracowników służby zdrowia lub swoich krewnych o stosowaniu MMS).
Według informacji medialnych w styczniu 2015 roku siedmioro dzieci zostało odebranych rodzicom w Stanach Zjednoczonych w związku z podejrzeniem stosowania u nich MMS.
W czasie epidemii COVID-19 część boliwijskich parlamentarzystów i samorządowców wspierała stosowanie MMS w zapobieganiu i leczeniu tej choroby. W wystąpieniu w 2020 roku Donald Trump wskazał podawanie „środka dezynfekującego” jako możliwej terapii COVID-19. Choć nie podał on żadnej konkretnej nazwy substancji, wypowiedź ta mogła dotyczyć chlorynu sodu.

### Sprawy sądowe
W 2009 roku australijski sąd ukarał kobietę, która nie posiadając żadnego wykształcenia medycznego wstrzykiwała MMS chorym na nowotwory, czyniąc to w swoim przydomowym garażu bez zapewnienia sterylności używanego wyposażenia i pobierając za to opłaty do 2000 dolarów. Jednocześnie odradzała chorym stosowanie chemioterapii.
W 2015 roku w Stanach Zjednoczonych skazano na 51 miesięcy pozbawienia wolności właściciela przedsiębiorstwa, który na wielu stronach internetowych zajmował się sprzedażą MMS, kupując wcześniej chloryn sodu na potrzeby fikcyjnej działalności związanej z uzdatnianiem wody i ścieków. Wcześniej skazano również troje jego współpracowników.
W 2021 roku na Florydzie skierowano akt oskarżenia przeciwko Markowi Grenonowi, współzałożycielowi organizacji Genesis II Church określającego się również jako jej „arcybiskup”, oraz jego trzem synom – Jonathanowi, Jordanowi i Josephowi – w związku z fałszywym promowaniem MMS jako leku na szereg chorób oraz niestosowaniem się do wcześniejszego wyroku sądu nakazującego zaprzestania sprzedaży tej substancji. Wszyscy oskarżeni bronili się wykorzystując pseudoprawne argumenty związane z amerykańskim ruchem sovereign citizen movement. Sprawa sądowa przedłużała się z uwagi na to, że jedynie dwóch spośród czterech oskarżonych było w dyspozycji władz Stanów Zjednoczonych. Według doniesień prasowych Mark i Joseph Grenonowie mieli ucieć do Kolumbii, gdzie w Santa Marta prowadzili ośrodek, w którym zajmowali się dystrybucją MMS. Obaj zostali zatrzymani, a następnie wydaleni do Stanów Zjednoczonych. W 2023 roku Jonathan i Jordan Grenonowie zostali skazany na ponad 12 lat pozbawienia wolności, natomiast Mark i Joseph Grenonowie – na karę 5 lat pozbawienia wolności.

## Historia
Roztwór chlorynu sodu zaczął być reklamowany jako rzekomy środek leczniczy za sprawą Jima Humble’a, byłego scjentologa i autora książki The Miracle Mineral Supplement of the 21st Century wydanej w 2006 roku. Humble miał odkryć właściwości lecznicze tej substancji podczas wyprawy do Gujany w 1996 roku, podczas której wraz z towarzyszami zachorował na malarię, jednak dzięki spożyciu posiadanego środka do uzdatniania wody wszyscy mieli wyleczyć się w ciągu kilku godzin.
Jim Humble jest współzałożycielem amerykańskiej organizacji Genesis II Church, której działania skupiają się na promowaniu MMS w leczeniu i sprzedaży tej substancji. Z uwagi na obostrzenia prawne w niektórych państwach, przedstawiciele organizacji nie stosują terminu „leczenie” (zamiast tego np. „oczyszczenie”). Prowadzący wykłady czy konferencje porównują zaś stosowanie MMS np. do sakramentu nieróżniącego się od chleba i wina w religiach chrześcijańskich. Sam Jim Humble w części wywiadów i nagrań podawał się również za przedstawiciela starożytnej rasy kosmitów, jednak po zainteresowaniu się mediów tą sprawą, większość jego wypowiedzi na ten temat została usunięta z nagrań przez jego organizację.

### Rzekome działanie lecznicze
Mimo braku potwierdzenia w jakichkolwiek badaniach naukowych, sprzedający reklamują środek jako rzekome lekarstwo na szereg niezwiązanych ze sobą chorób, m.in. HIV/AIDS, zapalenie wątroby, grypę podtypu H1N1, przeziębienie, trądzik, nowotwory złośliwe, gruźlicę, malarię, autyzm, astmę, zapalenie stawów, MRSA, chorobę niedokrwienną serca, nadciśnienie tętnicze czy impotencję. Pojawiają się też informacje, że jest to lek na choroby wywoływane przez wszelkie możliwe patogeny (wirusy, bakterie, grzyby, pierwotniaki itp.). Jednocześnie produkt ma oczyszczać organizm z toksyn, a układ odpornościowy miałby wykorzystywać środek w taki sposób, że nie niszczy on żadnych zdrowych komórek ciała ani naturalnej flory bakteryjnej.
Od czasu wybuchu pandemii COVID-19, MMS zaczął być promowany jako skuteczny lek zarówno na tę chorobę, jak i przeciwdziałający zakażeniu SARS-CoV-2, zarówno przez osoby i organizacje, które wcześniej zajmowały się dystrybucją MMS, jak i przez związane np. z ruchami antyszczepionkowymi.
Produkt jest często zalecany przez sprzedawców zarówno dla dorosłych, jak i dla dzieci i kobiet w ciąży. Pojawiające się natomiast objawy zatrucia tłumaczą oni jako rzekome dowody na lecznicze działanie swojego produktu. Dopiero w przypadku silnych objawów zalecają zmniejszenie dawki, ale jedynie na krótki czas. Pośród powodów, dla którego MMS ma nie działać prawidłowo, wymieniane są niestosowanie się do zaleceń sprzedawcy, albo też wystąpienie „innego czynnika, który nie pozwala na przywrócenie zdrowia” (czynnikiem tym może być np. jeden z członków rodziny wątpiący w skuteczność MMS, jak również wizyta u lekarza w czasie przyjmowania środka).